# Protalcis interrupta
Protalcis interrupta är en fjärilsart som beskrevs av Alfred Ernest Wileman 1911. Protalcis interrupta ingår i släktet Protalcis och familjen mätare. Inga underarter finns listade i Catalogue of Life.